# Bahía Cenderawasih
La bahía Cenderawasih o Cendrawasih (en indonesio, Teluk Cendrawasih), también bahía Sarera (Teluk Sarera), y en la época colonial bahía Geelvink (en neerlandés, Geelvinkbaai) es una gran bahía localizada en el noroeste de la gran isla de Nueva Guinea. Se reparte entre las provincias de Papúa y Papúa Occidental, en la parte de la isla que pertenece a Indonesia.
Teluk Cendrawasih significa "bahía del ave del paraíso", ya que cendrawasih es el nombre indonesio del 'ave del paraíso raggiana', ave endémica de la isla y símbolo nacional de Nueva Guinea.

## Geografía
La bahía está limitada al oeste por la costa de la península de Doberai (Kepala Burung), y termina al este en el cabo d'Urville donde desemboca el río Mamberamo. Tiene más de 300 kilómetros de ancho y su línea costera, de más de 700 kilómetros de largo, discurre desde la ciudad de Manokwari, en el noroeste de la bahía, hasta la boca del Mamberamo. En la bahía hay extensos arrecifes de coral y una abundante vida marina. La parte suroccidental ha sido declarada parque nacional marino (Parque nacional Teluk Cendrawasih).
A lo largo de la costa hay muchas ciudades, siendo las más importantes Manokwari (130.000 hab. en 2003), Ransiki, Wasior y Nabire. 
En la bahía desaguan los ríos Wamma, Tabai, Warenai y Wapoga.

### Islas de la bahía
En la bahía hay muchas islas, siendo las más importantes las siguientes:
- en la provincia de Papúa Occidental:

- Islas Auri (Kepulauan Auri)
- Meos Waar
- Rumberpon
- Isla Roon
- Meos Angra

- en la provincia de Papúa:

- Islas Schouten (o islas Biak):

- Biak
- Islas Padaido (Kepulauan Padaido)
- Numfor

- Yapen
- Mios Num
- Kaipuri
- Supiori
- Islas Amboi
- Islas Kuran
- Islas Moor (Kepulauan Moor)

## Historia

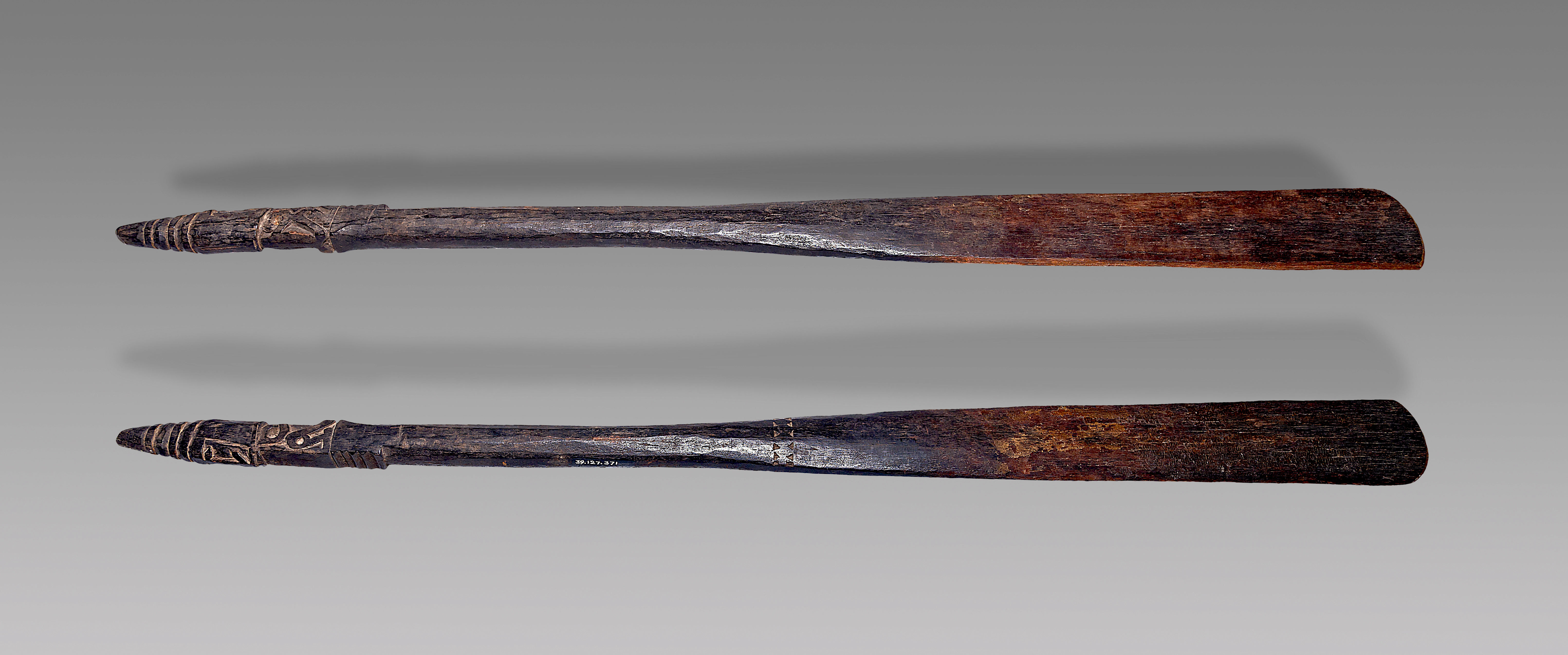
Espátula

El nombre Geelwink le habría sido dado por el explorador neerlandés Jacob Weyland que llegó allí en 1705 a bordo del buque Geelwink, nombre a su vez de una familia de destacados mercaderes de la Compañía Neerlandesa de las Indias Orientales.